# Intersport Heilbronn Open
O Intersport Heilbronn Open é uma competição de tênis masculino realizado, em piso rápido, válido pelo ATP Challenger Tour, em Talheim, Alemanha, de 1984 a 2014.

## Edições

### Simples
| Ano  | Campeão           | Vice-Campeão         | Placar                |
| ---- | ----------------- | -------------------- | --------------------- |
| 2014 | Peter Gojowczyk   | Igor Sijsling        | 6–4, 7–5              |
| 2013 | Michael Berrer    | Jan-Lennard Struff   | 7–5, 6–3              |
| 2012 | Björn Phau        | Ruben Bemelmans      | 6–7(4–7), 6–3, 6–4    |
| 2011 | Bastian Knittel   | Daniel Brands        | 7–6(4), 7–6(7-5)      |
| 2010 | Michael Berrer    | Andrey Golubev       | 6–3, 7–6(7-4)         |
| 2009 | Benjamin Becker   | Karol Beck           | 6–4, 6–4              |
| 2008 | Andrey Golubev    | Philipp Petzschner   | 2–6, 6–1, 3–1 retired |
| 2007 | Michael Berrer    | Michaël Llodra       | 6–5 retired           |
| 2006 | Robin Söderling   | Tomáš Zíb            | 6–1, 6–4              |
| 2005 | Jiří Vaněk        | Lars Burgsmüller     | 6–2, 6–4              |
| 2004 | Gilles Elseneer   | Lars Burgsmüller     | 3–6, 6–3, 7–6(5)      |
| 2003 | Karol Beck        | Jürgen Melzer        | 6–2, 5–7, 7–6(7-5)    |
| 2002 | Alexander Popp    | Jürgen Melzer        | 3–6, 6–3, 6–4         |
| 2001 | Michaël Llodra    | Goran Ivanišević     | 6–3, 6–4              |
| 2000 | Magnus Larsson    | Stéphane Huet        | 6–3, 7–6()            |
| 1999 | Laurence Tieleman | Markus Hantschk      | 6–2, 5–7, 6–3         |
| 1998 | Martin Sinner     | Gianluca Pozzi       | 6–0, 3–6, 6–3         |
| 1997 | Henrik Holm       | Hendrik Dreekmann    | 6–3, 2–6, 6–0         |
| 1996 | Chris Woodruff    | Gianluca Pozzi       | 6–3, 6–3              |
| 1995 | David Rikl        | Frederik Fetterlein  | 7–5, 6–3              |
| 1994 | Markus Zoecke     | Cristiano Caratti    | 6–3, 6–4              |
| 1993 | David Prinosil    | Martin Damm          | 6–3, 7–6              |
| 1992 | Karsten Braasch   | Markus Naewie        | 6–7, 6–2, 6–2         |
| 1991 | Diego Nargiso     | Markus Zoecke        | 3–6, 7–6, 6–3         |
| 1990 | Milan Srejber     | Alexander Mronz      | 7–6, 4–6, 7–6         |
| 1989 | Michael Stich     | Michael Tauson       | 6–3, 6–2              |
| 1988 | Udo Riglewski     | Michael Kupferschmid | 6–3, 6–7, 6–4         |

### Duplas
| Ano  | Campeões                              | Vice-Campeões                           | Placar                 |
| ---- | ------------------------------------- | --------------------------------------- | ---------------------- |
| 2014 | Tomasz Bednarek Henri Kontinen        | Ken Skupski Neal Skupski                | 3–6, 7–6(7–3), [12–10] |
| 2013 | Johan Brunström Raven Klaasen         | Jordan Kerr Andreas Siljeström          | 6–3, 0–6, [12–10]      |
| 2012 | Johan Brunström Frederik Nielsen      | Treat Conrad Huey Dominic Inglot        | 6–3, 3–6, [10–6]       |
| 2011 | Jamie Delgado Jonathan Marray         | Frank Moser David Škoch                 | 6–1, 6–4               |
| 2010 | Sanchai Ratiwatana Sonchat Ratiwatana | Mario Ančić Lovro Zovko                 | 6–4, 7–5               |
| 2009 | Karol Beck Jaroslav Levinský          | Benedikt Dorsch Philipp Petzschner      | 6–3, 6–2               |
| 2008 | Rik de Voest Bobby Reynolds           | Igor Kunitsyn Aisam-ul-Haq Qureshi      | 7–6(2), 6–7(5), 10–4   |
| 2007 | Michael Kohlmann Rainer Schüttler     | Sander Groen Michaël Llodra             | walkover               |
| 2006 | Christopher Kas Philipp Petzschner    | Lukáš Dlouhý David Škoch                | 6–7(2), 6–3, 10–4      |
| 2005 | Sébastien de Chaunac Michal Mertiňák  | Gilles Elseneer Gilles Müller           | 6–2, 3–6, 6–3          |
| 2004 | Mariusz Fyrstenberg Marcin Matkowski  | Lars Burgsmüller Kenneth Carlsen        | 6–3, 6–3               |
| 2003 | Simon Aspelin Johan Landsberg         | Petr Pála Pavel Vízner                  | 6–4, 6–4               |
| 2002 | Aleksandar Kitinov Johan Landsberg    | František Čermák Ota Fukárek            | 6–7(5), 6–3, 6–1       |
| 2001 | Sander Groen Jack Waite               | Petr Luxa David Rikl                    | 1–6, 6–3, 7–6(4)       |
| 2000 | Jan Siemerink John van Lottum         | Magnus Larsson Fredrik Loven            | 7–5, 7–6               |
| 1999 | Michael Kohlmann Filippo Veglio       | Justin Gimelstob Chris Woodruff         | 6–4, 6–7, 7–5          |
| 1998 | Geoff Grant Mark Merklein             | Stefano Pescosolido Vincenzo Santopadre | 6–3, 7–6               |
| 1997 | Olivier Delaitre Stephane Simian      | Patrick Baur Clinton Ferreira           | 6–7, 6–3, 7–6          |
| 1996 | Lorenzo Manta Pavel Vízner            | Diego Nargiso Udo Riglewski             | 6–3, 7–6               |
| 1995 | Sasa Hirszon Goran Ivanišević         | Martin Sinner Joost Winnink             | 6–4, 6–4               |
| 1994 | Girts Dzelde Mathias Huning           | Omar Camporese Cristiano Caratti        | 6–4, 6–2               |
| 1993 | Jan Apell Jonas Björkman              | Brian Devening Peter Nyborg             | 6–2, 7–6               |
| 1992 | Doug Eisenman Bent-Ove Pedersen       | Sander Groen Tomas Nydahl               | 6–1, 6–3               |
| 1991 | Diego Nargiso Stefano Pescosolido     | Christian Saceanu Michiel Schapers      | 6–2, 6–2               |
| 1990 | David Rikl Tomas Anzari               | Byron Talbot Jorgen Windahl             | 6–4, 6–4               |
| 1989 | Martin Sinner Michael Stich           | Gheorghe Cosac Adrian Marcu             | 4–6, 6–4, 7–6          |
| 1988 | Jaromir Becka Udo Riglewski           | Axel Hornung Andreas Lesch              | 7–6, 4–6, 6–2          |